# Asperula suberosa
Asperula suberosa là một loài thực vật có hoa trong họ Thiến thảo. Loài này được Sibth. & Sm. mô tả khoa học đầu tiên năm 1806.